# Coffee Prince
Coffee Prince (hangul: 커피프린스 1호점; rr: Keopipeurinseu 1 Hojeom; também conhecido como The 1st Shop of Coffee Prince) é uma telenovela sul-coreana exibida pela MBC TV em 2007, estrelada por Yoon Eun-hye, Gong Yoo, Lee Sun-kyun e Chae Jung-an.

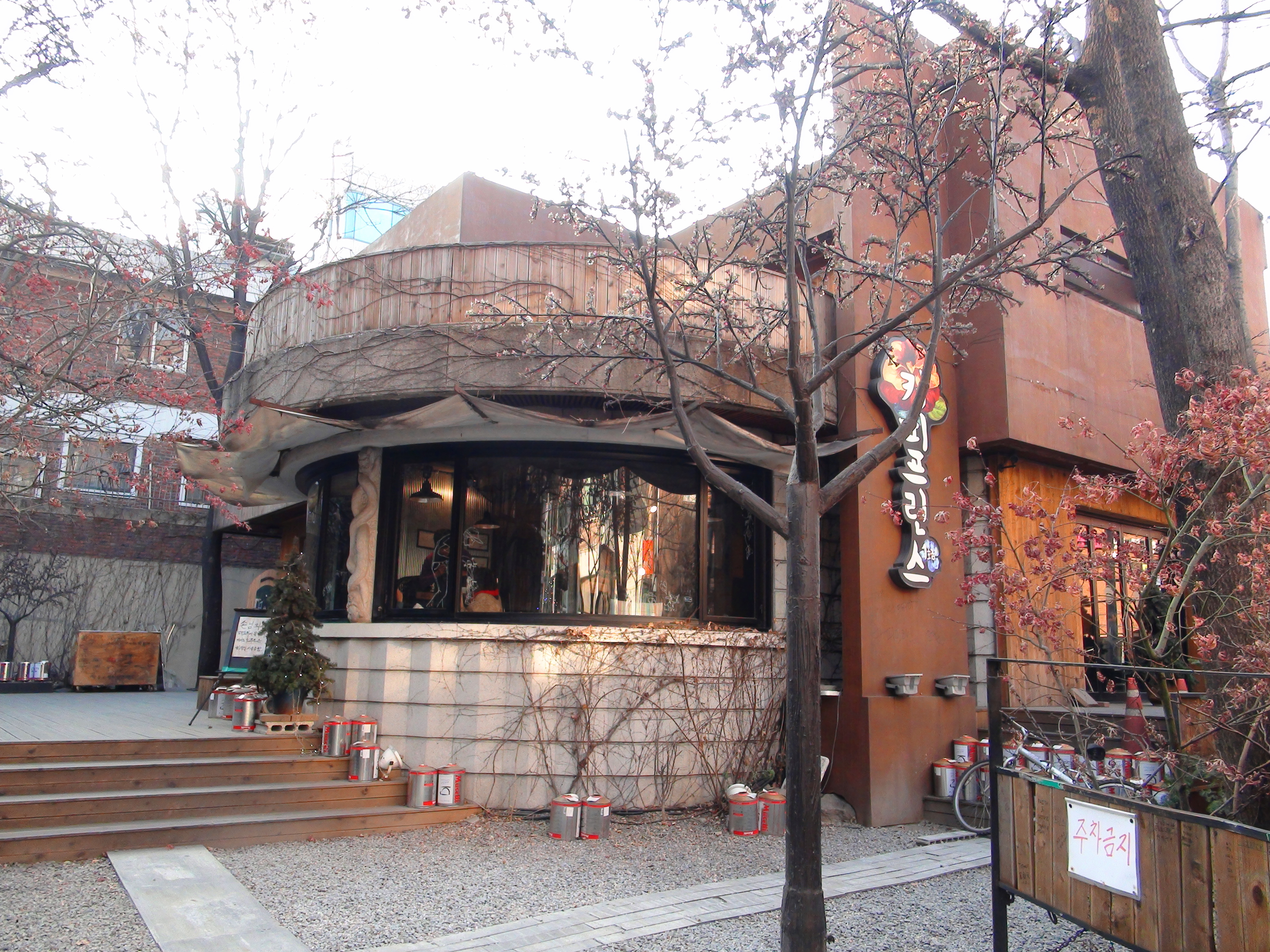
O exterior de The 1st Shop of Coffee Prince em Hongdae, Mapo-gu, Seul em 2012.

## Enredo
Choi Han-Kyul (Gong Yoo) é um descendente de terceira geração de um chaebol alimentos. Ele nunca teve um emprego e não se importa com responsabilidade. Han-Kyul está preso a seu primeiro amor, Han Yoo-joo (Chae Jung-an), que nunca se interessou em namoro. Embora Han-kyul era muito apaixonado por Yoo-joo, ela nunca se interessou em namoro para que eles nunca foram oficialmente fora. Por outro lado, Go Eun-chan (Yoon Eun-hye) é uma mulher de 24 anos de idade, que é muitas vezes confundido com um cara. Seu pai morreu aos 16 anos e, desde então, ela assumiu como o arrimo de sua família. Ela ocupa todo o trabalho possível: professor de Taekwondo, garçonete, entrega de comida, e tem a responsabilidade de cuidar de seu infantil, mãe perdulário e encrenqueira irmã mais nova. Quando Han-kyul e Eun-chan atender, ele, sem saber que ela é uma menina, decide contratá-la para fingir ser sua amante gay para que ele possa escapar dos encontros às cegas arranjado por sua avó.
Enquanto isso, o primo de Han-kyul, Choi Han-sung (Lee Sun-kyun), é um produtor musical estabelecida e sua ex-namorada, Han Yoo-joo, é um artista famoso que estudou em Nova York. Os dois eram amantes há cerca de 8 anos, mas a sua relação terminou quando Yoo-joo deixou Han-sung por outro homem com o nome de DK. Dois anos depois eles se separam, seus caminhos se cruzam novamente quando ela volta para Seul. Han-sung é inicialmente irritado com ela, mas ele sucumbe a seus sentimentos persistentes e eles começam a data novamente.
Depois de obter um ultimato de sua avó, Han-kyul assume um resumo velho café, mais tarde renomeada Coffee Prince para provar que ele é capaz, tanto para sua avó e Yoo-joo. A fim de atrair clientes do sexo feminino, ele só contrata boa aparência empregados do sexo masculino. Eun-chan, desesperado por dinheiro, continua a esconder o sexo para conseguir um emprego em Coffee Prince.
Eun-chan também se tornou amigo de Han-sung, e ela é inicialmente atraída por ele por causa de sua bondade. Han-sung também gosta de passar o tempo com ela, e um beijo impulsivo que ele dá a ela faz com que ele e Yoo-joo para quebrar por um curto período de tempo.
Logo, os sentimentos começam a se desenvolver entre Eun-chan e Han-Kyul. Porque ele é sem saber que ela é uma mulher, ele começa a questionar sua sexualidade e é jogado em tumulto. Quando ele descobre seu segredo, ele se sente magoado e traído. No entanto, ele finalmente perdoa ela e eles começam a namorar. Eles enfrentam forte oposição de sua família devido ao status inferior de sua família, mas quando a avó de Han-Kyul atende Eun-chan, ela está impressionada com a sua independência e ambição. Ela ajuda a pagar Eun-chan para estudar na Itália para se tornar um barista. Após dois anos de um relacionamento de longa distância, Eun-chan retorna para a Coréia e Han-Kyul.

## Elenco
- Yoon Eun-hye como Go Eun-chan[2][3][4]
- Gong Yoo como Choi Han-kyul
- Lee Sun-kyun como Choi Han-sung
- Chae Jung-an como Han Yoo-joo
- Lee Eon como Hwang Min-yeop (garçom no Coffee Prince)
- Kim Dong-wook como Jin Ha-rim (garçom no Coffee Prince)
- Kim Jae-wook como Noh Sun-ki (chefe waffle no Coffee Prince)
- Kim Chang-wan como Hong Gae-shik
- Kim Young-ok como a avó de Han-kyul and Han-sung
- Kim Ja-ok como a mãe de Han-kyul
- Choi Il-hwa como o pai de Han-kyul
- Han Ye-in como Go Eun-sae (irmã mais nova de Eun-chan)
- Park Won-sook como a mãe de Eun-chan
- Lee Han-wi como Mr. Ku (açougueiro)
- Kim Jung-min como DK (ex-namorado de Yoo-joo)
- Ban Hye-ra como a mãe de Yoo-joo
- Choi Eun-seo como a menina que quer aprender a fazer waffles
- Nam Myung-ryul como o verdadeiro pai do Han-kyul
- Han Da-min como Han-byul
- Yoon Seung-ah como a menina que joga cartas com Han-Kyul no avião (bit peça, episódio 1)

## Trilha sonora
| Álbum | Lista de faixas |
| --- | --- |
| The 1st Shop Of Coffee Prince OST - Lançamento: 26 de julho de 2007 - Artista: Diversos artistas - Formato: 1CD - Gravadora: Pony Canyon Korea                                                            | Lista de faixas 1. Lalala, It's Love! - The Melody 2. White Love Story - As One 3. How About a Cup of Coffee? - Humming Urban Stereo com Yozoh 4. Go Go Chan!! - Tearliner feat. Yozoh 5. How About a Cup of Coffee? (instrumental de guitarra) 6. For a While - MNI Min-jae 7. Mocha - Casker 8. Ocean Voyage (versão de Choi Han-sung) - Lee Sun-kyun 9. 햇살 한 조각 (instrumental) 10. Polly - The Melody 11. 알콩달콩 (instrumental) 12. Ocean Voyage - Tearliner 13. Double Shot - Casker 14. 좋은 기억 (Inst.) 15. 바람에 살며시 앉다 (versão oceano viagem de piano) - Oh Soo-kyung 16. Go Go Chan!! (versão no ar) - Tearliner com Yozoh |
| Soundtrack from The 1st Shop Of Coffee Prince - Lançamento: 14 de setembro de 2007 - Artista: Diversos artistas - Música compilados e selecionados por Tearliner - Formato: 2CD - Gravadora: Pastel Music | Lista de faixas CD1 1. Love Is Weaken When It Comes Out of Mouth - Low-end Project 2. "A Reunion and a Bagel" - Yoo-joo & Han-sung's Dialogue 3. Good Bye - The Melody 4. May - Belle Epoque 5. Again (versão acustica) - Cloud Cuckoo Land 6. A Desired Confession - Casker 7. Gazer Razer (versão estúdio ao vivo) - Tearliner 8. "Making Up" - Eun-chan & Han-kyul's Dialogue 9. Make up - Adult Children 10. I'll Be a Virgin, I'll Be a Mountain - Maximilian Hecker 11. November - Fanny Fink 12. "Eun-chan Cries Out Loud" - Eun-chan's Dialogue 13. Rain Coat - Tearliner 14. To the Top - Misty Blue 15. "Han-kyul Decides to Send Eun-chan Overseas" - Eun-chan & Han-kyul's Dialogue 16. Alien - Arco CD2 1. "Han-kyul's Confession" - Han-kyul's Dialogue 2. Sad Thing - Adult Child 3. "Brotherhood" - Eun-chan & Han-kyul's Dialogue 4. I Messed Up The Relationship - Low-end Project 5. Oh My Gosh! - Kim Chang-wan 6. Coffee is - Cloud Cuckoo Land 7. Running - Donawhale 8. "A Maturing Love" - Eun-chan & Han-kyul's Dialogue 9. A Good Person - Fanny Fink 10. Wishy-Washy Boy - Tearliner 11. Last Arpeggios - Bluedawn 12. "The Discovery of Love" - Eun-chan & Han-kyul's Dialogue 13. Balloons & Champagne - Ephemera 14. Novaless - Tearliner 15. "Eun-chan, Come Quickly! Eun-chan, I Miss You!" - Han-kyul's Dialogue 16. Perfect World (Restraint) - Arco 17. Space Island (versão lua) - Tearliner |

## Classificações
| Episódio | Data de transmissão original | Audiência média | Audiência média              |
| Episódio | Data de transmissão original | Em todo o país  | Região Metropolitana de Seul |
| -------- | ---------------------------- | --------------- | ---------------------------- |
| 1        | 2 de julho de 2007           | 14.4%           | 15.5%                        |
| 2        | 3 de julho de 2007           | 15.3%           | 16.2%                        |
| 3        | 9 de julho de 2007           | 18,1%           | 18.6%                        |
| 4        | 10 de julho de 2007          | 19.0%           | 19.8%                        |
| 5        | 16 de julho de 2007          | 19.3%           | 20.1%                        |
| 6        | 17 de julho de 2007          | 23.2%           | 23.9%                        |
| 7        | 23 de julho de 2007          | 25.2%           | 25.3%                        |
| 8        | 24 de julho de 2007          | 26.8%           | 28.1%                        |
| 9        | 30 de julho de 2007          | 25.2%           | 26.2%                        |
| 10       | 31 de julho de 2007          | 25.9%           | 27.3%                        |
| 11       | 6 de agosto de 2007          | 28.4%           | 30.8%                        |
| 12       | 7 de agosto de 2007          | 29.9%           | 31.4%                        |
| 13       | 13 de agosto de 2007         | 29.3%           | 32.1%                        |
| 14       | 14 de agosto de 2007         | 28.1%           | 30.5%                        |
| 15       | 20 de agosto de 2007         | 27.1%           | 29.0%                        |
| 16       | 21 de agosto de 2007         | 28.5%           | 30.8%                        |
| 17       | 27 de agosto de 2007         | 27.7%           | 29.5%                        |
| Média    | Média                        | 24.2%           | 25.6%                        |

## Prêmios e indicações
| Ano  | Prêmio                                     | Categoria                     | Beneficiário                  | Resultado |
| ---- | ------------------------------------------ | ----------------------------- | ----------------------------- | --------- |
| 2007 | MBC Drama Awards                           | Prêmio de Melhor Casal        | Yoon Eun-hye e Gong Yoo       | Indicado  |
| 2007 | MBC Drama Awards                           | Prêmio de Melhor Casal        | Chae Jung-an e Lee Sun-kyun   | Indicado  |
| 2007 | MBC Drama Awards                           | Prêmio de Popularidade, Ator  | Gong Yoo                      | Indicado  |
| 2007 | MBC Drama Awards                           | Prêmio de Popularidade, Atriz | Yoon Eun-hye                  | Indicado  |
| 2007 | MBC Drama Awards                           | Melhor novo ator              | Lee Eon                       | Indicado  |
| 2007 | MBC Drama Awards                           | Prêmio PD                     | Kim Chang-wan                 | Venceu    |
| 2007 | MBC Drama Awards                           | Prêmio de Excelência, Ator    | Gong Yoo                      | Venceu    |
| 2007 | MBC Drama Awards                           | Prêmio de Excelência, Ator    | Lee Sun-kyun                  | Indicado  |
| 2007 | MBC Drama Awards                           | Prêmio de Excelência, Atriz   | Chae Jung-an                  | Indicado  |
| 2007 | MBC Drama Awards                           | Prêmio Top Excelência, Atriz  | Yoon Eun-hye                  | Venceu    |
| 2007 | MBC Drama Awards                           | Melhor drama                  | The 1st Shop of Coffee Prince | Indicado  |
| 2008 | 44th Baeksang Arts Awards                  | Melhor roteiro (TV)           | Lee Jung-ah e Jang Hyun-joo   | Indicado  |
| 2008 | 44th Baeksang Arts Awards                  | Melhor novo diretor (TV)      | Lee Yoon-jung                 | Venceu    |
| 2008 | 44th Baeksang Arts Awards                  | Melhor atriz (TV)             | Yoon Eun-hye                  | Venceu    |
| 2008 | 44th Baeksang Arts Awards                  | Melhor drama                  | The 1st Shop of Coffee Prince | Indicado  |
| 2008 | 20th Korea PD (Production Director) Awards | Melhor drama                  | The 1st Shop of Coffee Prince | Venceu    |

## Adaptações
- Filipinas: Coffee Prince (GMA Network, 2012)
- Tailândia: Coffee Prince Thai (2012)